# Pachymetopon
Pachymetopon és un gènere de peixos pertanyent a la família dels espàrids.

## Taxonomia
- Pachymetopon aeneum (Gilchrist & Thompson, 1908)[4]
- Pachymetopon blochii (Valenciennes, 1830)[5][6][7]
- Pachymetopon grande (Günther, 1859)[8][9][10][11][12][13][14][15]